# 900 v.Chr.
Het jaar 900 v.Chr. is een jaartal volgens de christelijke jaartelling.

## Gebeurtenissen

### Griekenland
- Rond deze tijd wordt Sparta gesticht als Dorische nederzetting, door 4 dorpen samen te voegen: Kynosura, Limnai, Mesoa en Pitane. Deze liggen allemaal in het dal van de rivier Eurotas. Ook de eerste stadstaten in Eolië en Ionië voor het kustgebied van Klein-Azië ontstaan.

### Indië
- Ontstaan van de eerste steden en staten in de vlakte van de Ganges.

### Italië
- De Etrusken veroveren Toscane, de bevolking vestigt zich in kleine dorpen. Men begint met de bewerking van ijzer om wapens en werktuigen te maken.

### China
- De landbouwstaat Qin, in de omgeving van de stad Sjan-toeng breidt zijn macht verder uit en erkent de Zhou-dynastie als hoofdstaat.

### Babylonië
- Koning Nabu-shuma-ukin I sluit een vredesverdrag met Adad-nirari II van Assyrië voor een periode van 80 jaar in Tweestromenland.

### Afrika
- Het koninkrijk Ethiopië wordt gesticht door Menelik I, een zoon van Salomo en de koningin van Sheba (volgens een legende).

### Palestina
- Koning Baasha (900 - 877 v.Chr.) regeert over het koninkrijk Israël.

### Syrië
- Benhadad I wordt heerser over Aram-Damascus.

## Overleden
- Nadab, koning van Israël